# مونتيمايور (قرطبة)
بلدية مُنْتَ مَيُور (بالإسبانية: Montemayor)‏، هي إحدى بلديات مقاطعة قرطبة إحدى مقاطعات إسبانيا، و التي تقع في منطقة الأندلس جنوب إسبانيا.
يبلغ عدد سكانها 3.984 نسمة وفقاً لإحصائية سنة (2007).